# Pardosa ranjani
Pardosa ranjani är en spindelart som beskrevs av Gajbe 2004. Pardosa ranjani ingår i släktet Pardosa och familjen vargspindlar. Inga underarter finns listade i Catalogue of Life.